# Kaltbrunn (Szwajcaria)
Kaltbrunn – miejscowość i gmina we wschodniej Szwajcarii, w kantonie St. Gallen, w okręgu See-Gaster.

## Demografia
W Kaltbrunnie mieszka 5 029 osób. W 2021 roku 19,5% populacji gminy stanowiły osoby urodzone poza Szwajcarią. 

## Transport
Przez teren gminy przebiegają drogi główne nr 17 i nr 427.